# こうせつ・郁恵のまんてんナイト キラキラ放送局
『こうせつ・郁恵のまんてんナイト キラキラ放送局』（こうせつ・いくえのまんてんナイト キラキラほうそうきょく）は、ニッポン放送で1981年10月3日から1982年10月30日まで約1年間放送されていた土曜夜のラジオ番組。
ニッポン放送においては、婦人画報社の一社提供。

## 概要
前番組は、南こうせつと沢田富美子のコンビで放送されていた『南こうせつの思いっきりDO!曜日』で、1981年10月から南の相手役が榊原郁恵に交替して改題、リニューアル。音楽をメインにした番組であった。主な企画に、ニューミュージックなどの音楽をBGMに、リスナーから寄せられた星にまつわるユニークなショートストーリーを紹介し披露するコーナー『星物語』などがあった。『星物語』はロマンチックなものよりも面白い方がより採用され易かったという。
1982年4月3日までは1時間番組であったが、翌週4月10日からは30分番組となった。

## 放送時間
- 毎週土曜日 21:30〜22:30（1981年10月3日〜1982年4月3日）
- 毎週土曜日 22:00〜22:30（1982年4月10日〜1982年10月30日）

## ネット局
1981年10月〜1982年4月
- STVラジオ：毎週火曜日 20:00〜21:00
- 北日本放送：毎週火曜日 20:00〜21:00
- 山梨放送：毎週火曜日 21:00〜22:00
- 西日本放送：毎週火曜日 20:00〜21:00
- 山口放送：毎週火曜日 20:00〜21:00

1982年4月〜1982年10月
- 青森放送：毎週日曜日 21:30〜22:00
- 山形放送：毎週月曜日 24:30〜25:00
- 高知放送：毎週月曜日 24:00〜24:30